# Paul Koulibaly
Keba Paul Koulibaly (* 24. März 1986 in Ouagadougou) ist ein burkinischer Fußballspieler. Sein Zwillingsbruder Pan Pierre Koulibaly ist ebenfalls Profifußballer.
Koulibaly begann seine Karriere bei Étoile Filante Ouagadougou in der burkinischen Hauptstadt und wechselte von dort 2008 nach Libyen zu Al-Ittihad. Diese verliehen ihn wegen der in Libyen geltende Ausländerbeschränkung noch im selben Jahr an Al-Nasr aus Bengasi. Von 2009 bis 2011 spielte Koulibaly in Libyen für den Asswehly SC. Bei der Bekanntgabe des provisorischen Kaders für den Afrika-Cup 2012 wurde er als Spieler des belgischen Klubs ROC Charleroi-Marchienne gemeldet.
Koulibaly spielt seit 2006 für die burkinische Fußballnationalmannschaft und bestritt sämtliche in der Qualifikation zur WM 2010. Auch beim Vorrundenaus bei der Afrikameisterschaft 2010 gehörte Koulibaly zum Aufgebot von Nationaltrainer Paulo Duarte und stand in beiden Turnierpartien in der Startaufstellung.